# Otosaurus cumingi
Genre
Espèce
Synonymes
- Euprepes otus Peters, 1867
- Sphenomorphus cumingi (Gray, 1845)

Statut de conservation UICN

 LC  : Préoccupation mineure
Otosaurus cumingi, unique représentant du genre Otosaurus, est une espèce de sauriens de la famille des Scincidae. L’espèce a été décrite pour la première fois par John Edward Gray en 1845.

## Description
Il atteint une longueur totale (queue comprise) de 35 cm.

## Comportement
O. cumingii a tendance à se cacher sous les feuilles et les bûches.

## Répartition et Habitat

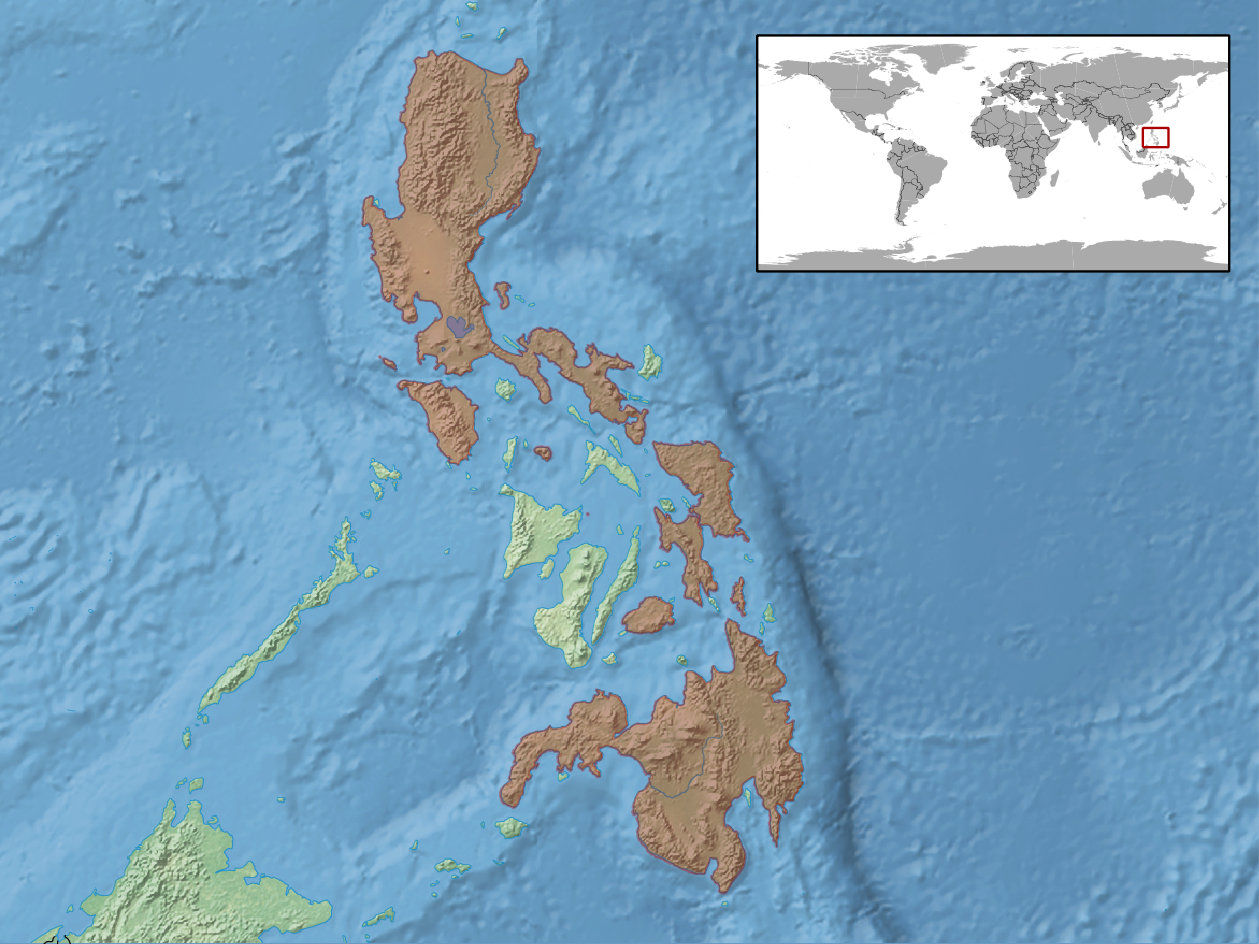
Répartition de l'espèce.

Cette espèce est endémique des Philippines. Elle se rencontre dans les îles de Mindanao, de Bohol, de Luçon, de Mindoro, de Calotcot, de Sibuyan, de Sicogon et de Panay ainsi que dans les îles Dinagat. O. cumingii se trouve jusqu’à 1 000 mètres au-dessus du niveau de la mer dans les forêts.

## Étymologie
Cette espèce est nommée en l'honneur de Hugh Cuming.

## Publication originale
- Gray, 1845 : Catalogue of the specimens of lizards in the collection of the British Museum, p. 1-289 (texte intégral).